# Athyroglossa freta
Athyroglossa freta är en tvåvingeart som beskrevs av Cresson 1925. Athyroglossa freta ingår i släktet Athyroglossa och familjen vattenflugor. Inga underarter finns listade i Catalogue of Life.